# Adagio pour violon et orchestre

L'Adagio pour violon et orchestre en mi majeur K. 261 a été composé en 1776 par Wolfgang Amadeus Mozart à la demande du violoniste Antonio Brunetti pour remplacer l'adagio initial du concerto pour violon no 5 qu'il jugeait « trop étudié ».

## Analyse
Thème introductif de l'Adagio :
Ce mouvement d'une intense expression débute dans un mi majeur rayonnant et sensuel pour ensuite, après avoir modulé dans une tonalité mineure, laisser épancher dans le développement central une mélancolie teintée de tragique et qui s'apaise que sur la fin.
- Adagio en mi majeur, , 56 mesures

- Durée de l'exécution : environ 7 minutes

## Source
- Jean Massin et Brigitte Massin, Mozart, Fayard, coll. « Les indispensables de la musique », 1er septembre 1990, 1270 p. (ISBN 2-213-00309-2), p. 757